# 塞舌爾外島

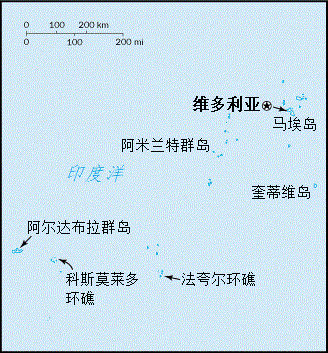

塞舌爾外島泛指處於馬斯克林深海高原以外的塞舌爾島群，位於印度洋海域，由南部珊瑚群島、阿米蘭特群島、阿方斯群島、阿爾達布拉群島和法夸爾群島組成，總土地面積211.8平方公里，佔該國土地面積46%。但人口仅有574（2019年）。

## 外部連結
- Island Conservation Society website （页面存档备份，存于）

5°58′07″S 53°03′26″E / 5.96861°S 53.05722°E